# Eco-score
De Eco-score is, net als de Nutri-Score, een voedingslabel met vijf categorieën: van A (groen, de te verkiezen keuze) tot E (rood, de te vermijden keuze). Het doel ervan is consumenten meer ecologische keuzes te laten maken bij hun aankopen.

## Ontwikkeling
De berekeningswijze van de Eco-score werd uitgewerkt door een Frans collectief van acht onafhankelijke betrokkenen: ECO2 Initiative, Etiquettable, FoodChéri, Marmiton, Open Food Facts, ScanUp, Seazon en Yuka. In Frankrijk werd de score geïntroduceerd in januari 2021 met de bedoeling klanten in een oogopslag informatie te geven over de milieu-impact van een product en hen zo te helpen om duurzamer te consumeren.
Met datzelfde doel lanceerde Colruyt Group in maart 2021 de Eco-score als eerste retailer in België. De groep achter onder meer Colruyt, OKay, Spar, Bio-Planet en Cru wil op basis van de berekening ook haar eigenmerkproducten duurzamer maken. Enkele maanden later kondigde Carrefour aan de score in Frankrijk weer te geven op de verpakking van tal van producten. In augustus sprong ook Lidl op de kar met de weergave op prijsetiketten.
De Eco-score is ook beschikbaar via barcodescanner en een aantal apps en websites. Naast de scores van eigenmerkproducten van de retailers zijn ook die van nationale merkproducten steeds vaker beschikbaar.

## Berekening
De methode om de Eco-score te berekenen bestaat uit twee componenten: enerzijds de levenscyclusanalyse van een product en anderzijds een bijkomend bonus-malussysteem.
1. De levenscyclusanalyse (LCA) houdt rekening met 16 impactcategorieën die van bij het ontstaan tot de afvalverwerking van een product een belangrijke rol spelen, onder andere: klimaatverandering, watergebruik, landgebruik, fijnstof, verzuring. Elke impactcategorie wordt gemeten in de verschillende fases van de levenscyclus van het product. Deze analyse gaat dus veel verder dan alleen de CO2-uitstoot of ‘carbon footprint’. De levenscyclusanalyses van veel productcategorieën zijn beschikbaar in de Franse databank Agribalyse.[5][6]
2. Daarnaast houdt de Eco-score ook rekening met extra criteria: productiemethode, verpakking, herkomst, milieubeleid van het land van herkomst en biodiversiteit. Plus- en/of minpunten worden toegekend als een product een inspanning levert op het vlak van milieu, of net niet. Zo krijgen producten met een Europees biolabel 15 bonuspunten.[6]

## Toepassing
De methode om de Eco-score te berekenen kan toegepast worden op heel wat voedingswaren. Water, frisdrank en verse groenten en fruit krijgen momenteel nog geen score. Men wil namelijk eerst nagaan hoe de berekeningswijze ook op die specifieke producten afgestemd kan worden en bijvoorbeeld rekening kan houden met seizoensgebondenheid.
Anno 2022 bestaat de Eco-score nog niet voor non-foodproducten. Daarvoor bestaan wel verschillende andere milieukeurmerken zoals het Europese Ecolabel dat zich ook baseert op de levenscyclusanalyse (LCA). Onder meer elektrische toestellen en lampen krijgen ook een energielabel. Merk op dat die maatstaf uitsluitend inzicht geeft in de energie-efficiëntie en niet in de volledige milieu-impact.

## Kanttekeningen
- De resultaten van een levenscyclusanalyse (LCA) geven de milieueffecten weer per geproduceerde en geconsumeerde kilogram.[6] Ze worden niet op productniveau berekend, maar per productcategorie.
- Het bonus-malussysteem maakt het mogelijk om op productniveau interessante nuances aan te brengen waarmee de generieke levenscyclusanalyses uit de Agribalyse-databank geen rekening houden. Bijvoorbeeld het gebruik van bedreigde vissoorten, niet-recycleerbaar materiaal of de positieve impact van biologische of extensieve productie op dierenwelzijn of landschappen (weilanden, bergweiden, heggen ...).[6]
- Intussen gaan verschillende stemmen op voor de implementatie van een door de Europese Commissie geharmoniseerde Eco-score.[7][8]